# Вулиця Руська (Тернопіль)
Руська вулиця (від «русини») — головна вулиця Тернополя, яка починається від кільця на житловому масиві «Дружба» (вздовж греблі) та закінчується на проспекті Степана Бандери (за залізничним мостом).

## Історія
У XVI столітті територія сучасної вулиці Руської була околицею Тернополя, через неї пролягав торговий шлях зі Львова до Кам'янця-Подільського. Праворуч були міські вали. Частина сучасної Руської у стародавні часи була вулицею Ринок, вона починалася від сучасного Старого Ринку і до Валової, де починалася Стара Руська. Тут були крамниці, склади, аптеки, зосереджувалася вулична торгівля, на якій переважало купецьке населення. У XX столітті поряд з книгарнею існували друкарня та книгарня єврейської літератури.

Історичні світлини
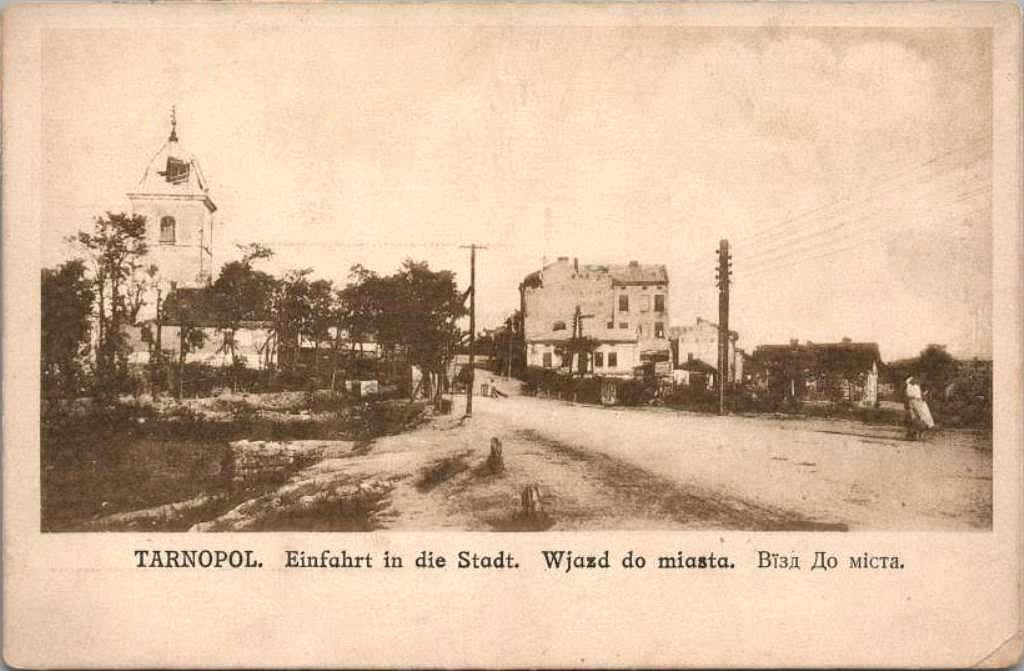
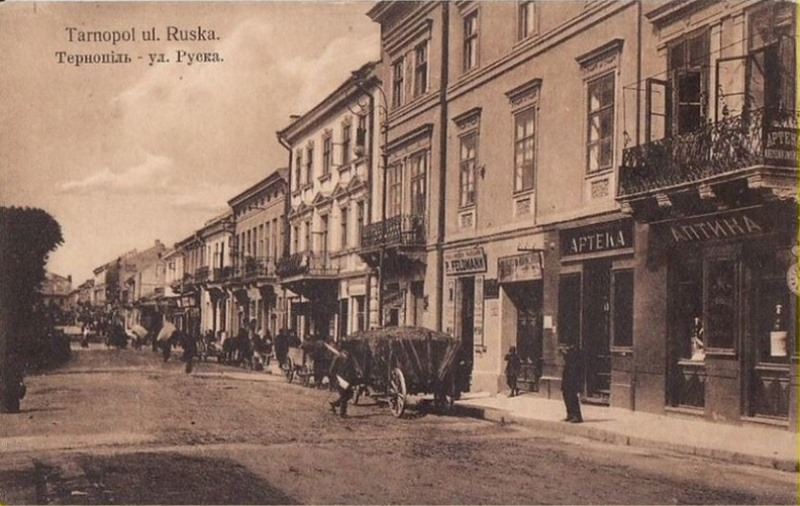
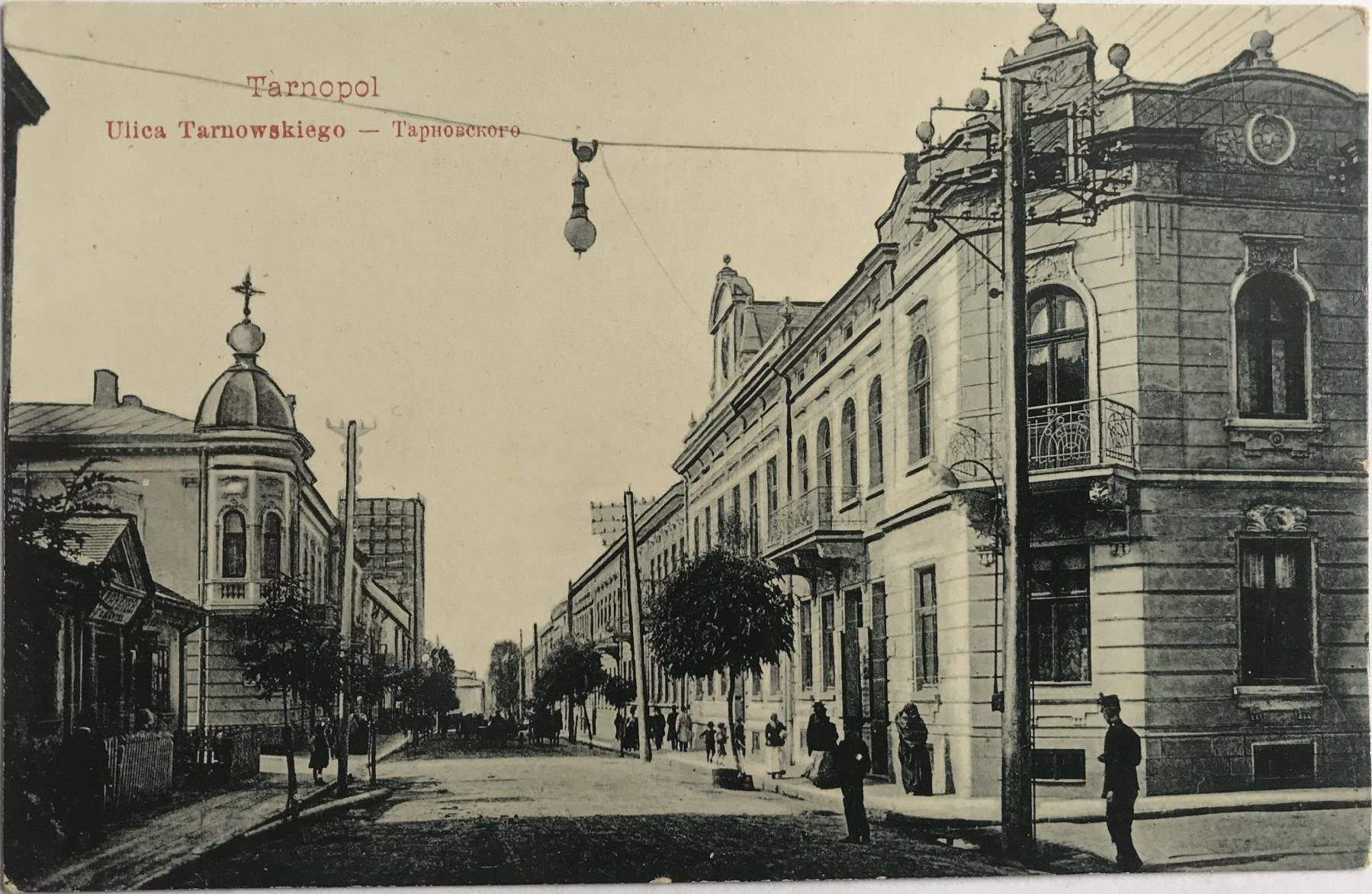

Вулиця Руська була забудована триповерховими будинками з тесаного каменю та балконами. Будинки по обидва боки стояли близько і залишали набагато менше простору для дороги, ніж нині. Стародавню забудову вулиці було знищено під час боїв за Тернопіль у 1944 році. По закінченню німецько-радянської війни проїжджу частину зробили ширшою. За радянських часів на тривалий час посеред вулиці Руської існував бульвар Леніна з пішохідною зоною та декоративними стовпами.
У 2016 році було проведено реконструкцію шлюзового мосту на греблі.

## Архітектура
Збережена архітектура
- Церква Різдва Христового (ПЦУ)
- Житлові будинки (буд. № 12) (морфологічний корпус медуніверситету), 17 (Кооперативний коледж), 19, 23, 24, 25, 26, 27, 28, 29, 30, 31, 32, 33, 34, 35, 36, 4, 47-49, 48, 50, 52.
- Пам'ятник Івану Горбачевському (біля морфологічного корпусу медуніверситету) та пам'ятне місце, де німецькі окупанти розстріляли євреїв (на стіні того самого будинку).

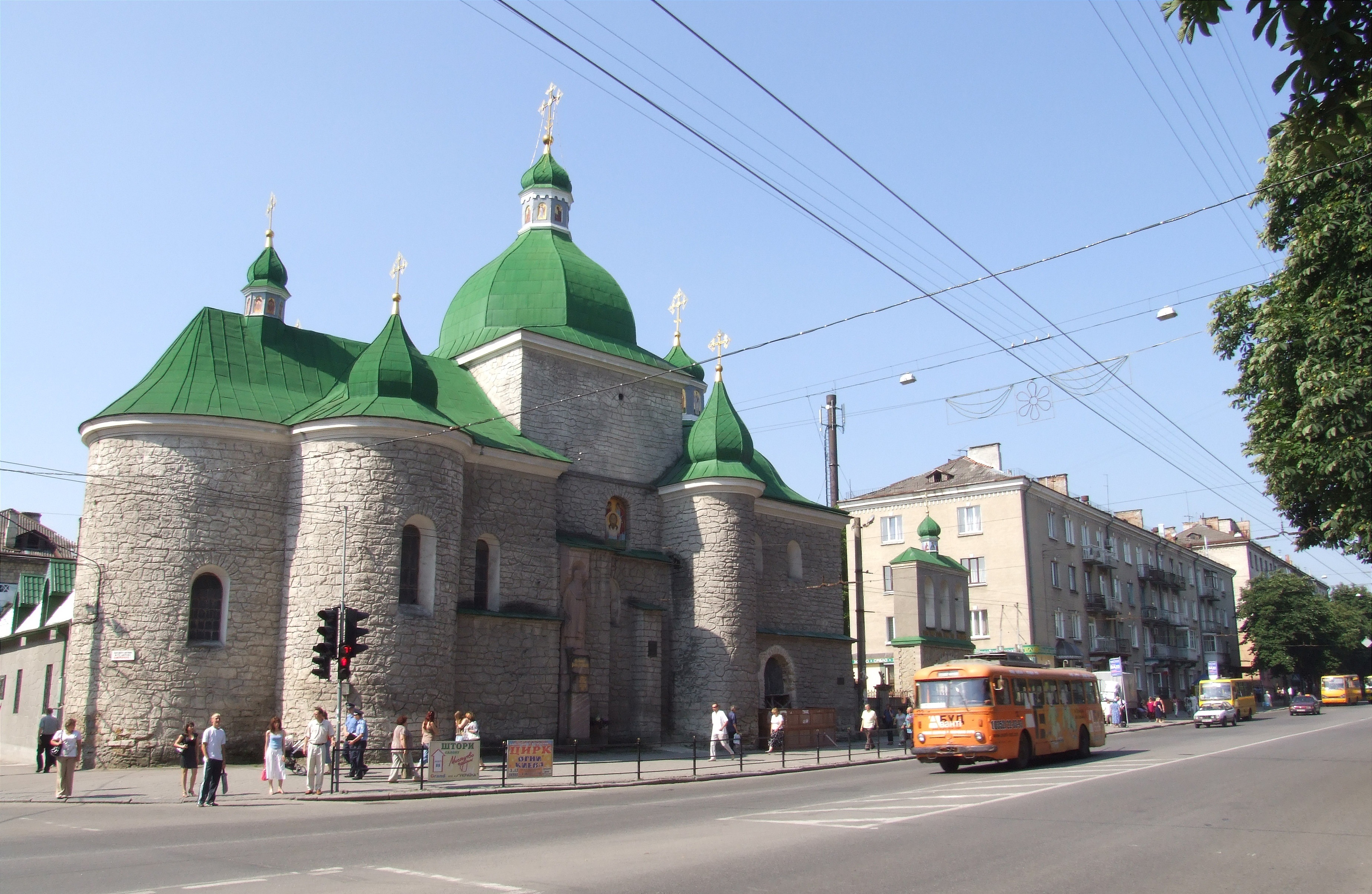
Церква Різдва Христового
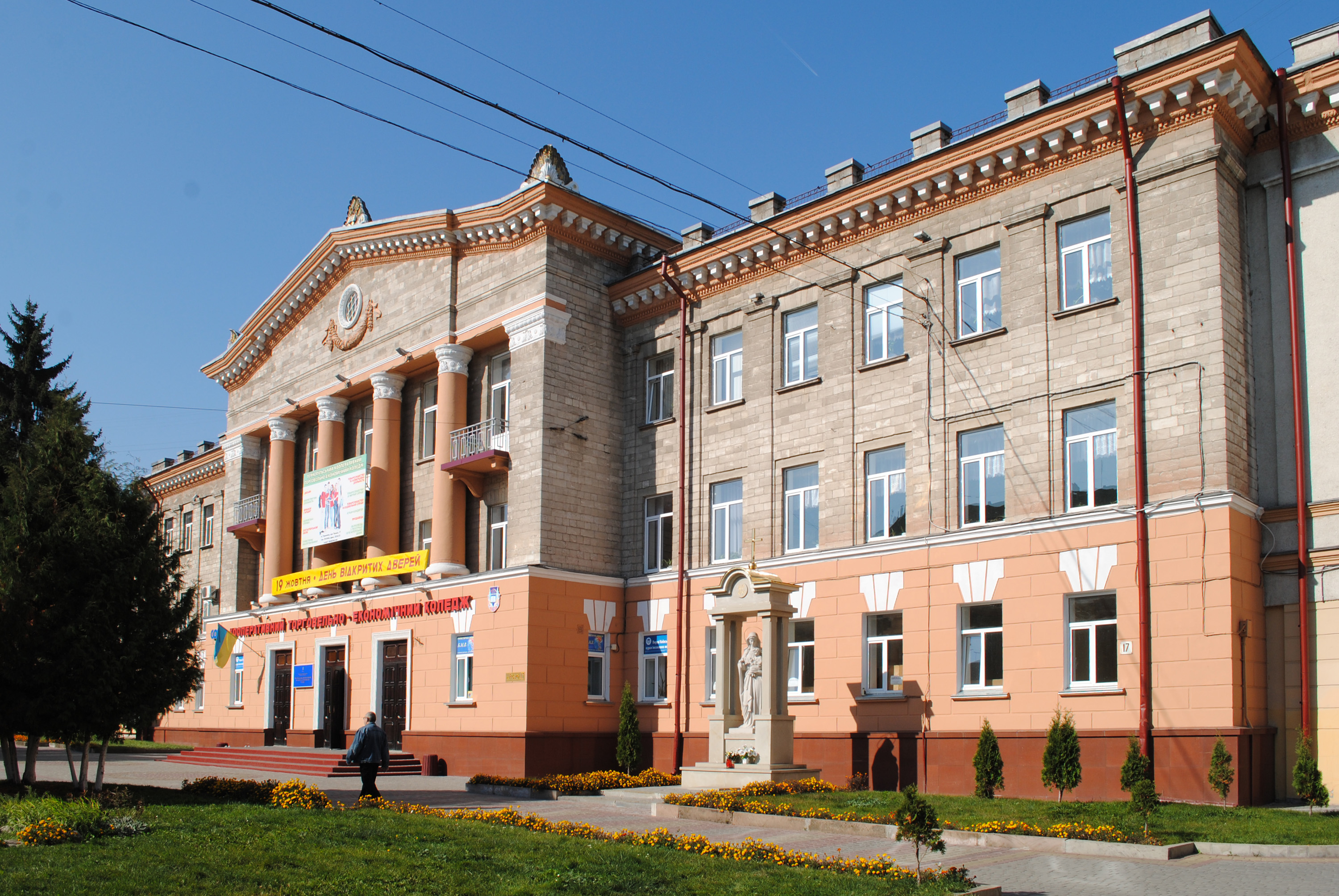
Кооперативний коледж (буд. № 17)
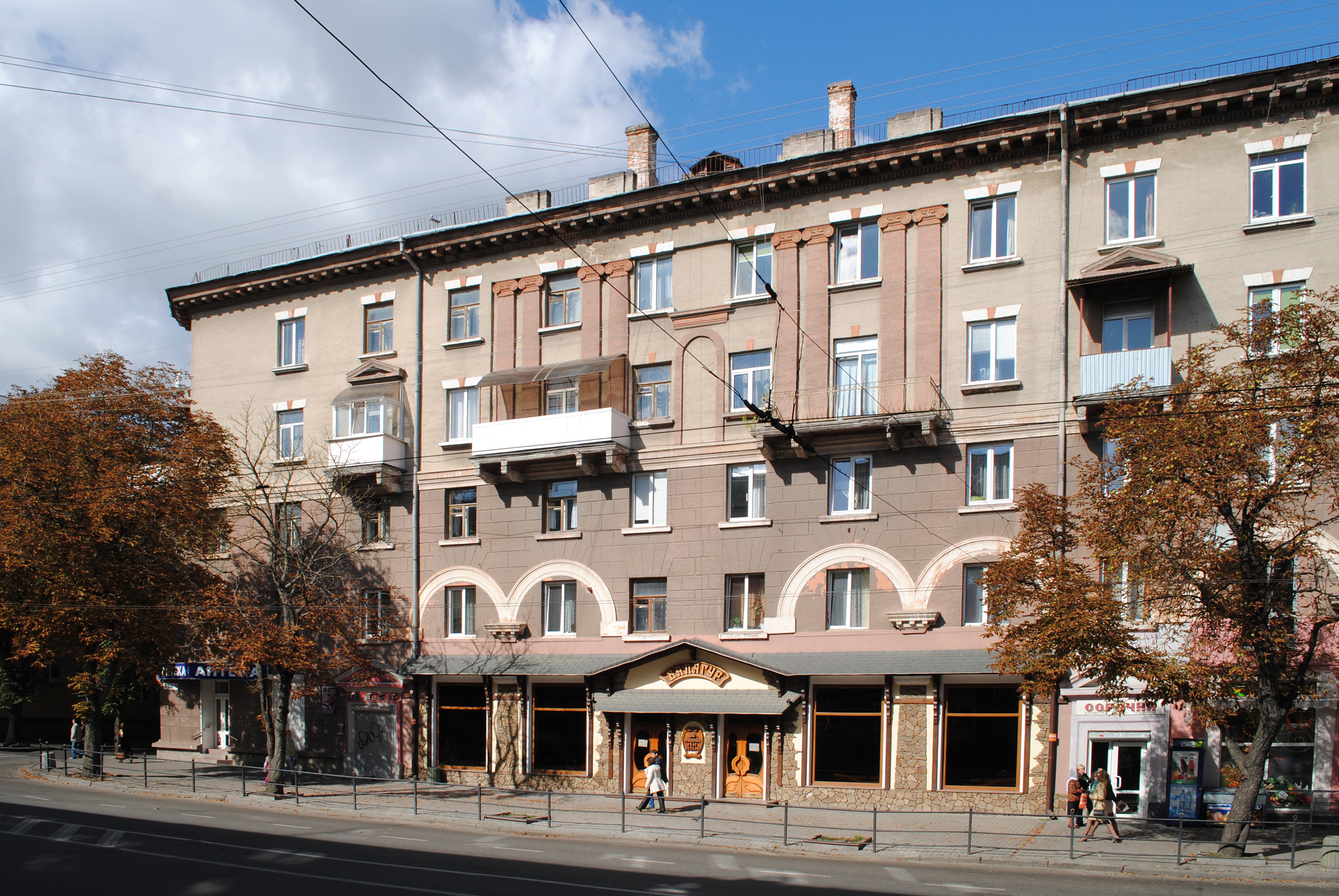
Будинок № 19
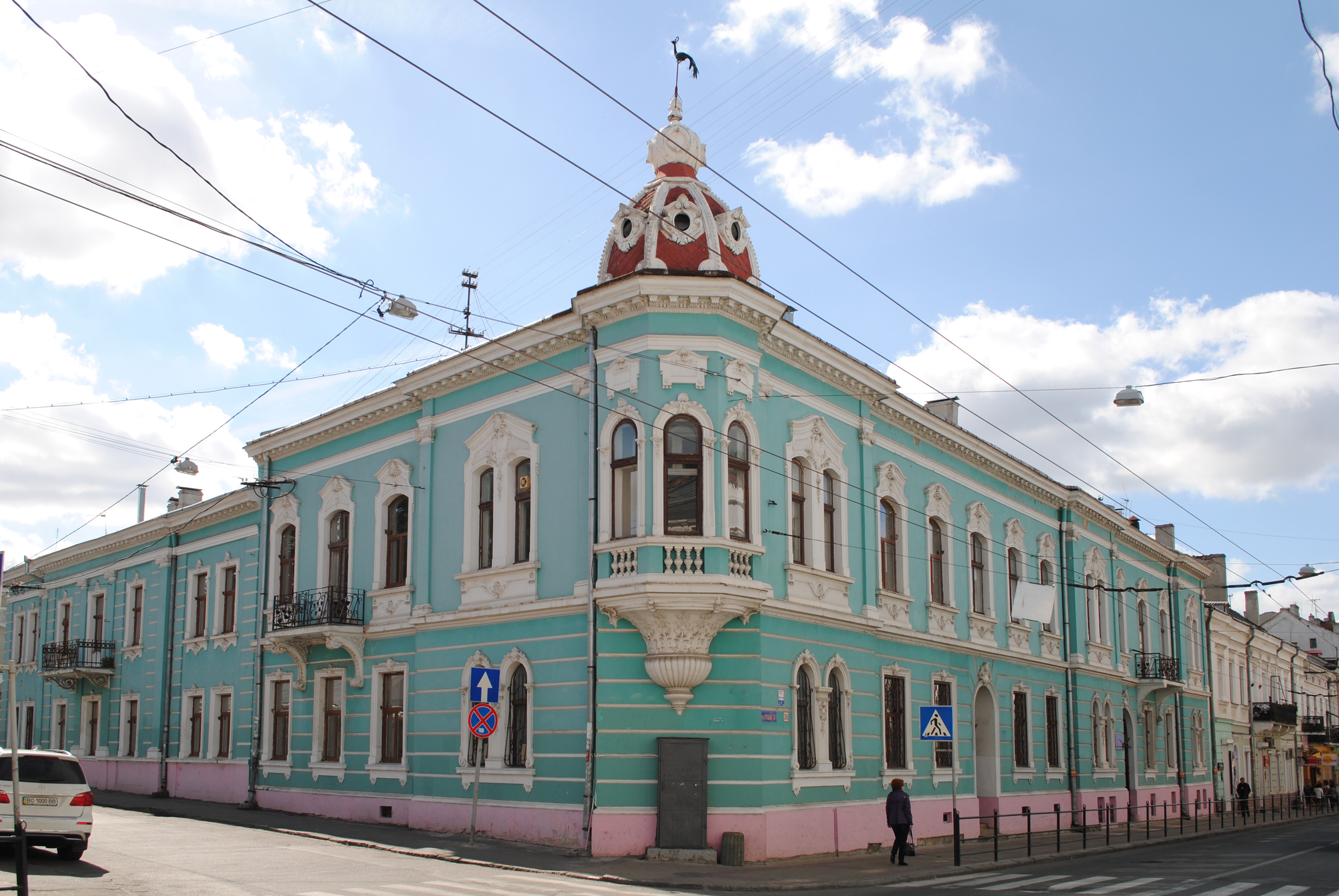
Будинок № 36
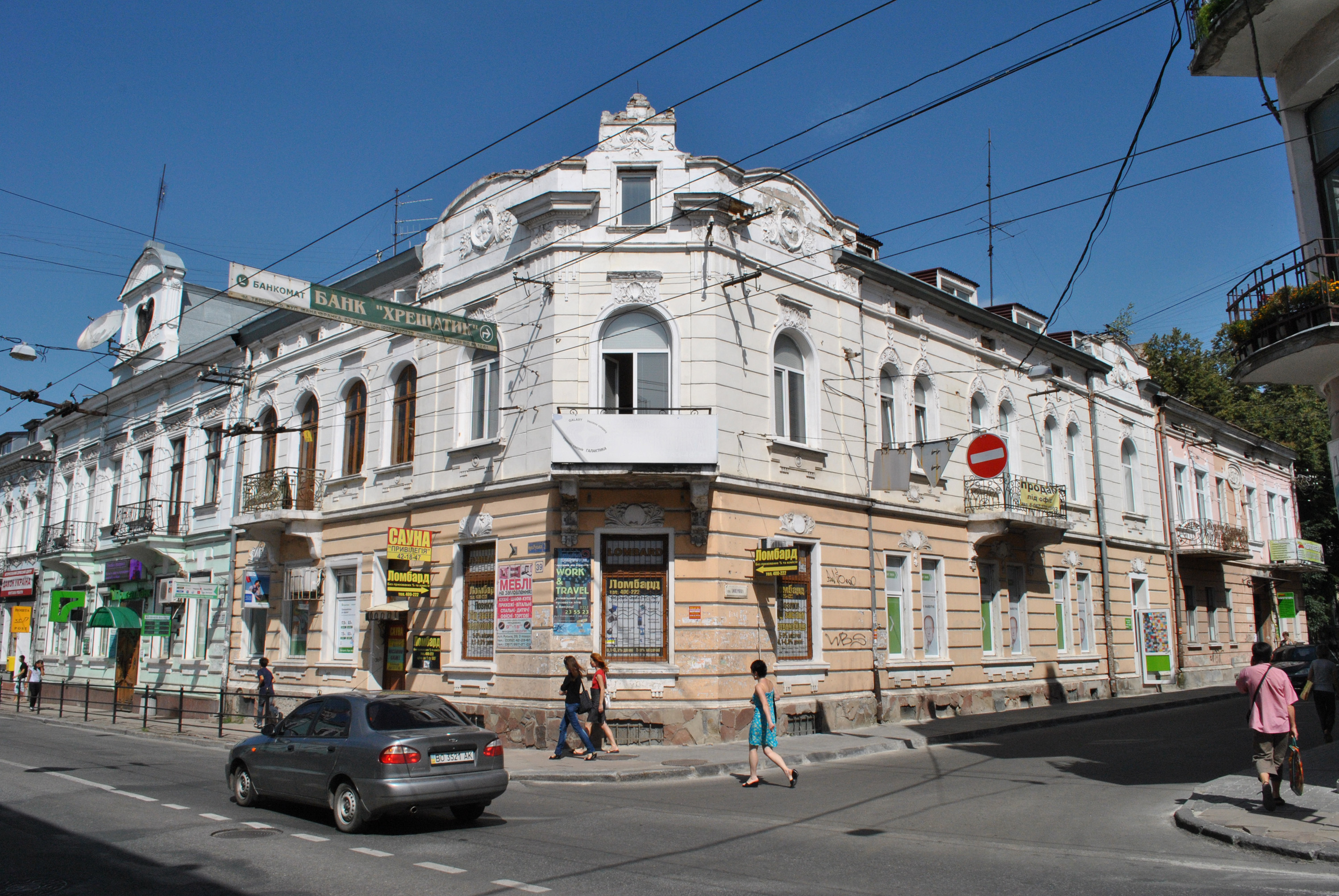
Будинок № 39

Зникла
- Парафіяльний костел РКЦ

## Організації та установи
На вулиці Руській розташовані: 
- навчально-виховний комплекс «Школа-ліцей» № 6 імені Назарія Яремчука
- Навчально-науковий інститут морфології ТНМУ (морфологічний корпус) (вул. Руська, 12)
- Фармацевтичний факультет Тернопільського державного медичного університету імені Івана Яковича Горбачевського (фармацевтичний корпус) (вул. Руська, 36)
- Кооперативний коледж
- Тернопільський національний технічний університет імені Івана Пулюя
- Медична бібліотека
- Центральна міська бібліотека для дорослих
- Книгарня «Ярослав Мудрий»
- БП «Роксолана»
- Універсальний магазин (бульвар Тараса Шевченка)
- Міжнародні авіалінії України та авіакаси «Кій Авіа»
- Відділення поштового зв'язку № 25
- Державна судова адміністрація
- Пенсійний фонд Тернопільської області
- Тернопільський міський лікувально-діагностичний центр (колишня Залізнична лікарня).

## Транспорт
Вулиця є однією з найінтенсивніших магістралей міста. На вулиці розташовані 6 зупинок громадського транспорту: 
- Медичний університет — автобусні маршрути №1, 11, 15, 16, 17, 19, 23, 25, 27, 30, 31, 33, 35, 40, 42, тролейбуси №2, 3 (після 17:00), 5, 6.
- Школа №6 — автобусні маршрути №1, 11, 15, 16, 17, 19, 23, 25, 27, 30, 31, 35, 40, 42, 49, тролейбуси №2, 3 (після 17:00), 5, 6.
- Центр — автобусні маршрути №1, 11, 13, 15, 16, 17, 19, 23, 25, 27, 30, 31, 33, 35, 36, 39, 40, 42, тролейбуси №2, 3 (після 17:00), 5, 6, 10.
- Кооперативний коледж — автобусні маршрути №1, 11, 15, 16, 17, 23, 25, 27, 30, 31, 35, 38, 40, тролейбуси №2, 3 (після 17:00), 5, 6.
- Центральна бібліотека — автобусні маршрути №1, 11, 14, 15, 16, 18, 20, 20А, 22, 22А, 25, 26, 26А, 27, 28, 29, 30, 35, 37, 38, тролейбуси №2, 3, 4, 5, 6, 7, 8, 9.
- Технічний університет (колишня назва — «Євроринок») — автобусні маршрути №1, 11, 25, 42, тролейбуси №2, 10.